# Blackburn Baffin

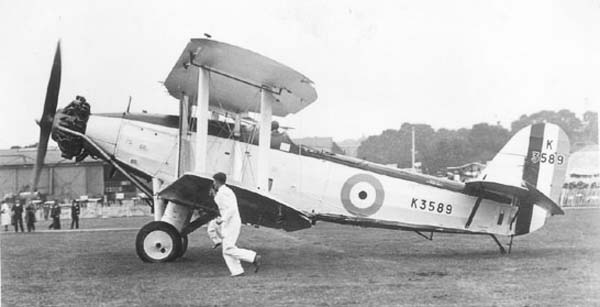
Blackburn Baffin, 1934

Blackburn B-5 Baffin var ett brittiskt torpedflygplan av biplanstyp. Den var en utveckling av Ripon, och den största förändringen var en 545 hästkrafters Bristol Pegasus som ersatte Ripons Napier Lion-motor.

## Varianter
- T.5J Ripon Mk V : Prototyper. Två stycken byggdes.
  - Blackburn B-4 : Företagsbeteckning för den första prototypen.
  - Blackburn B-5 : Företagsbeteckning för den andra prototypen.
- Baffin Mk I : Tvåsitsigt Torpedflygplan för Royal Navy